# Monastero di San Cristoforo a Rofeno
Il monastero di San Cristoforo a Rofeno è un edificio sacro, di proprietà privata, che si trova in località Badia a Rofeno ad Asciano.

## Storia e descrizione
Il monastero è ricordato fin dal 1031. Mentre la chiesa conserva le tipologie architettoniche cistercensi, l'annesso convento si presenta con gli ultimi, vistosi interventi settecenteschi, opera degli Olivetani che fin dal 1375 si erano annessi l'intero complesso.
Dietro all'altare maggiore i monaci sistemarono una grande pala di Ambrogio Lorenzetti con San Michele e santi benedettini, frutto forse di un riassemblaggio dell'inizio del Cinquecento, momento a cui si può far risalire la carpenteria che lo incornicia e che fu intagliata con ogni probabilità da fra' Raffaello da Reggio, in contemporanea con la fattura del ciborio ligneo, conservato, insieme al polittico, nel Museo d'Arte Sacra di Asciano.
Nel maggio 2010 si registra il crollo del campanile, già fortemente inclinato e oggetto, alcuni mesi prima, di alcuni inascoltati appelli per la sua salvaguardia.